# Blaine, Maine
Blaine är en kommun (town) i Aroostook County i Maine i USA. Befolkningen uppgick till 806 vid folkräkningen år 2000. 2010 uppgick invånarantalet till 726. Den har enligt United States Census Bureau en area på 48,0 km². Orten hette Alva fram tills den 1874 blev inkorporerad och namngavs efter James G. Blaine, talman i USA:s representanthus.

### Fotnoter
1. ↑  ”Blaine town, Aroostook County, Maine” (på engelska). American Factfinder. 15 mars 2010. Arkiverad från originalet den 16 mars 2017. https://web.archive.org/web/20170316101545/https://factfinder.census.gov/faces/nav/jsf/pages/community_facts.xhtml#none. Läst 12 februari 2017.